# Albédo

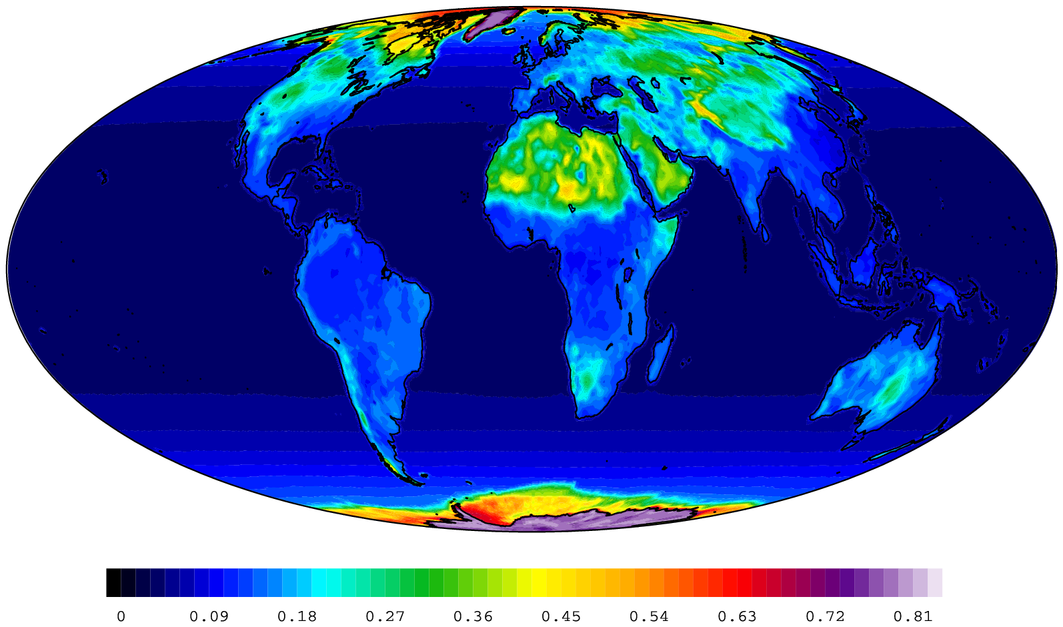
Variation de l'albédo par ciel clair selon la surface.

Pour les articles homonymes, voir Albédo (homonymie).
L'albédo, ou albedo (sans accent), est le pouvoir réfléchissant d'une surface, c'est-à-dire le rapport du flux d'énergie lumineuse réfléchie au flux d'énergie lumineuse incidente. C'est une grandeur sans dimension, comparable à la réflectance, mais d'application plus spécifique, utilisée notamment en astronomie, climatologie et géologie.

## Étymologie
Le substantif masculin albédo est emprunté, au latin tardif (bas latin) albedo, substantif féminin signifiant blancheur,. Il a été introduit au XVIIIe siècle en optique et en astronomie par le mathématicien et astronome Jean-Henri Lambert.

## Définitions
L'albédo, dans sa définition la plus courante dite albédo de Bond, est une valeur comprise entre 0 et 1 : un corps noir parfait, qui absorberait toutes les longueurs d'onde sans en réfléchir aucune, aurait un albédo nul, tandis qu'un miroir parfait, qui réfléchirait toutes les longueurs d'onde, sans en absorber une seule, aurait un albédo égal à 1. D'autres définitions, dont celle de l'albédo géométrique, peuvent donner des valeurs supérieures à 1.
Le terme albédo (en anglais single scattering albedo,) est également utilisé en transfert radiatif pour décrire la part de la diffusion dans l'extinction totale d'un milieu semi-transparent. Il s'agit donc d'une quantité comprise entre 0 (pas de diffusion) et 1 (pas d'absorption).

## Mesures
L'appareil qui mesure l'albédo est un albédomètre, composé d'un ou deux pyranomètres. 
Dans la pratique, un corps est perçu comme blanc dès qu'il réfléchit au moins 80 % de la lumière d'une source lumineuse blanche (par exemple, de la neige fraîche ou certains nuages). À l'inverse, tout corps réfléchissant moins de 3 % de la lumière incidente (du goudron, l'eau calme d'un lac) paraît noir.
| Type de surface    | Albédo de Bond (de 0 à 1) |
| ------------------ | ------------------------- |
| Corps noir parfait | 0,00                      |
| Surface de lac     | 0,02 à 0,04               |
| lave               | 0,04                      |
| Forêt de conifères | 0,05 à 0,15               |
| Surface de la mer  | 0,05 à 0,15               |
| Sol sombre         | 0,05 à 0,15               |
| Forêt de feuillus  | 0,15 à 0,20               |
| Cultures           | 0,15 à 0,25               |
| Sable léger et sec | 0,25 à 0,45               |
| Calcaire           | 0,40 environ              |
| Nuage              | 0,50 à 0,80               |
| Glace              | 0,60 environ              |
| Neige tassée       | 0,40 à 0,70               |
| Neige fraîche      | 0,75 à 0,90               |
| Miroir parfait     | 1,00                      |

L'albedo dépend de la composition chimique de la chose étudiée, ce qui aura un impact notamment quand un nom unique est utilisé pour des choses différentes (par exemple, « sable », qui désigne un matériau granulaire dont la composition est très variable selon son origine, ou forêt, selon le type d'arbres qui la compose). Il dépend également de la forme physique de la chose, pour une composition chimique inchangée : par exemple, bien que les nuages, la glace et la neige ne sont essentiellement que de l'eau, leur albedo est bien plus grand que celui de la mer ou d'un lac, et va beaucoup varier selon qu'ils sont composés de flocons, de billes de glace ou de glace compacte. L'état de surface aura également son importance : de même qu'un marbre poli réfléchi plus que le même brut, une mer calme ou agitée n'ont pas le même albédo. Les couverts végétaux ont un albédo variable selon leur stade de développement et la saison, faible quand photosynthèse est active, plus fort quand ils sont secs.
La planète Terre présente un albédo de Bond dont les estimations varient entre 0,31 et 0,34.

## Usages

### Climatologie
L'albédo influe grandement sur la quantité d'énergie qui atteint effectivement la planète, ce qui en fait un facteur essentiel du climat. Mais en retour cette quantité d'énergie influe sur l'albedo notamment en modulant la couverture nuageuse et les surfaces couvertes par la glace. La rétroaction est complexe, avec des composantes positives qui l'amplifie, et des composantes négatives qui la contrarie. Parmi les composantes positives, un refroidissement entraîne une extension des glaces continentales (inlandsis et glaciers) et marines (banquise), et donc une augmentation de l'albédo ; la planète réfléchit davantage le rayonnement solaire, en absorbe moins, ce qui amplifie son refroidissement (et réciproquement en cas de réchauffement : moins de glace, albedo réduit, réchauffement accru). À l'inverse, dans certaines conditions un réchauffement augmente l'évaporation, la quantité d'eau dans l'atmosphère et donc la quantité de nuages, qui augmentent l'albédo et réduisent le réchauffement. Les interactions sont d'autant plus complexes que l'importance de l'albedo varie selon quantités de facteurs, dont l'alternance diurne, la latitude et la saison (pendant la nuit en général (et en particulier aux pôles pendant la nuit polaire), l'énergie du soleil n'étant pas reçue il importe peu dans quelle proportion elle serait réfléchie ou absorbée et donc l'albedo a une importance très faible).
Ainsi l'albédo est l'un des paramètres à étudier si l'on s'intéresse à la température de la surface de la Terre, et qu'on envisage de modifier si on veut jouer avec le climat (global ou local), ce qui peut se faire de différentes façons : réduire l'albedo en remplaçant des champs ou des déserts par des forêts, des prairies, voire des champs d'appareils photovoltaïques, ou en recouvrant des glaces (ou plus généralement des surfaces) de poussières sombres (suies), ou l'augmenter par la réduction des surfaces sombres au profit de surfaces plus claires (revêtement des routes et des toits plus clairs en ville par exemple) ou par l'ensemencement des nuages. En l'absence de recul et de maîtrise de la technologie, cette piste reste d'usage localisé, au niveau de microclimat et notamment urbain, ou comme sous-produit d'actions dont le but est différent (guerre météorologique, accroissement des pluies...).

#### Lutte contre la chaleur

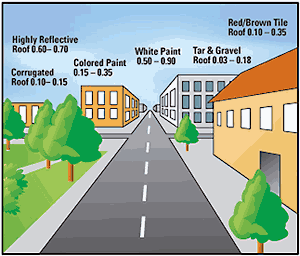
Un diagramme de l'EPA illustre l'albédo de différentes surfaces : de 10 à 15 % pour la tôle à 50 % à 90 % pour un toit peint en blanc.

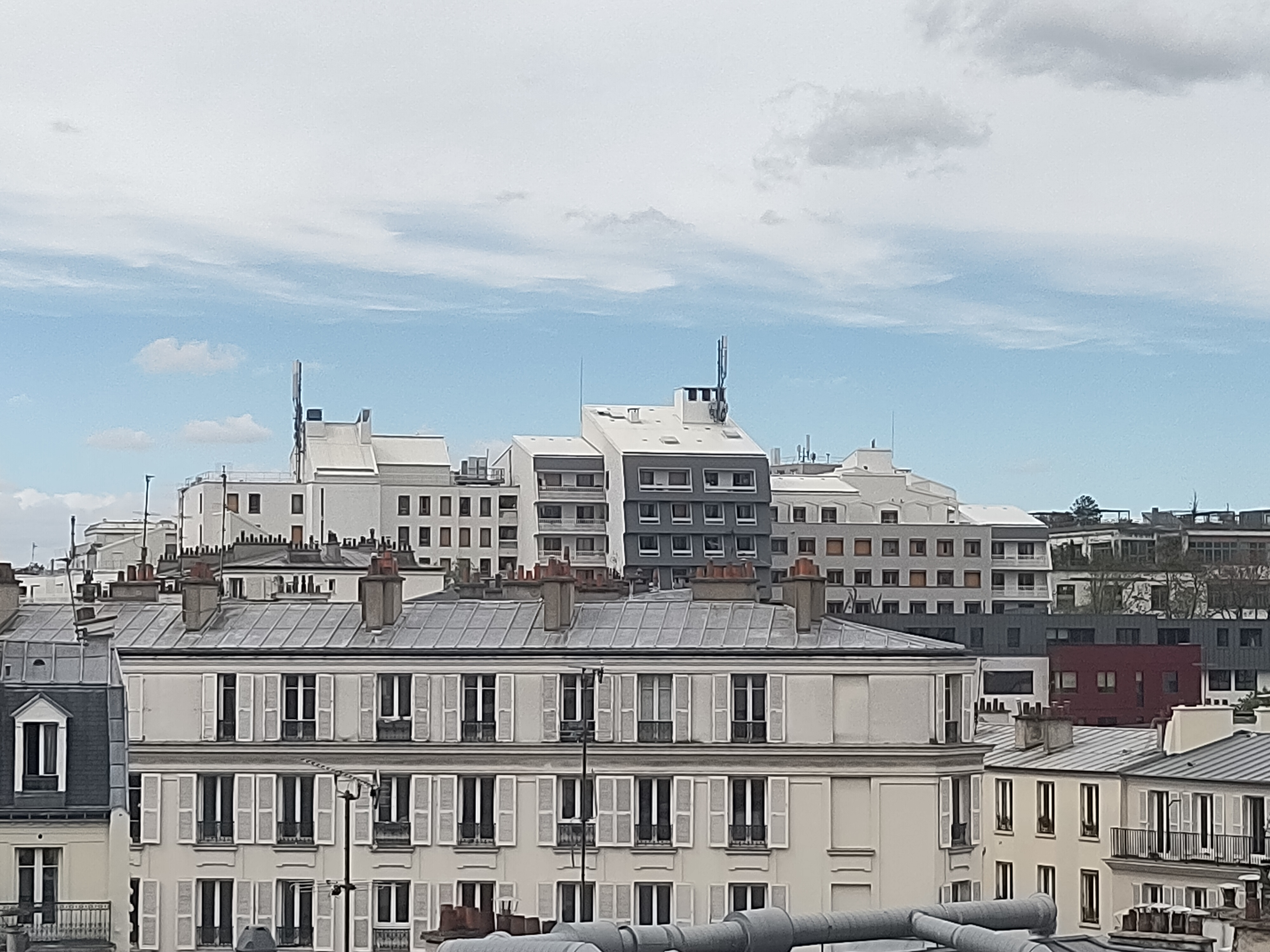
Toiture peinte en blanc à Paris en 2024, dans une démarche de réduction des îlots de chaleur par augmentation de l’albédo.

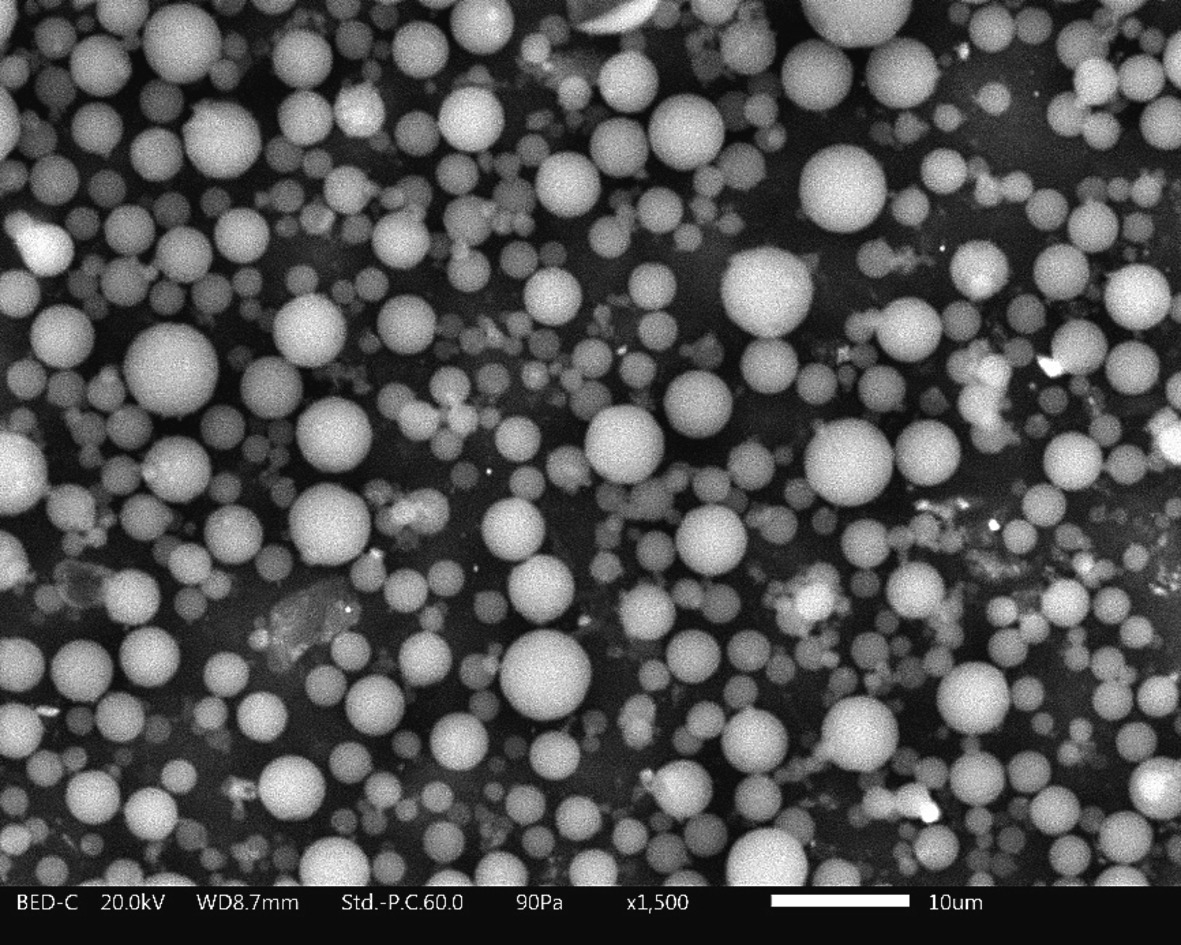
Vue au microscope électronique de pigments thermochromiques, qui s'éclaircissent (augmentation de l'albédo) quand la température dépasse.

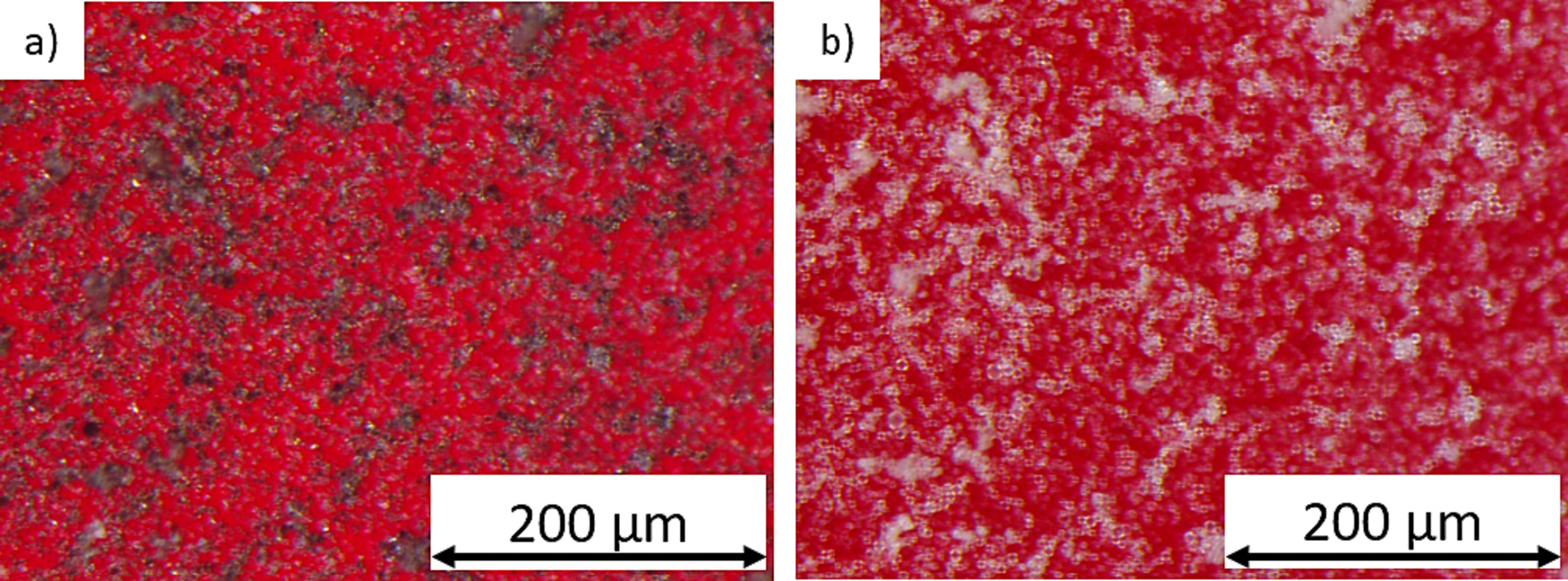
Micrographies optiques (au stéréomicroscope) d'un pigment thermochromique.
Image (a) : en sous de la température de transition de couleur, qui est pour ce matériau de et (b) au-dessus de cette valeur. En réalité, vu par l'œil humain sur une grande surface, le matériau apparaît noir dans le premier cas, et clair dans le second.

Les toits et terrasses sont les principaux stocks passifs de calories des bâtiments car, les plus exposés au rayonnement solaire direct,,. Peindre les murs et terrasses exposés au soleil en blanc (à la chaux) est une méthode ancienne localement courante dans certaines îles et pays du pourtour méditerranéen, et en Amérique du Sud. Depuis la fin du XXe siècle, des revêtements (peintures, matériaux) à forte réflectivité solaire et/ou à forte une émissivité thermique dans les infrarouges lointains (GLO : 5 à 50 µm) élevés sont apparus sur les marchés, souvent associés au mot « Cool » (cool-roof, pour les toitures, cool paints pour les peintures, et parfois « cold materials», pour les chaussées.
La ville de Los Angeles a peint certaines chaussées en blanc. Leur température a baissé de 6 à 7 °C lors des canicules.
Un dispositif proche « (cool roofing ») à New York a consisté à peindre des toits en blanc, a diminué leur température (jusqu'à 15 °C de moins) ; New-York, plus d'un million de mètres carrés auraient ainsi été peints en blanc entre 2009 et 2023.
A Paris également, ces solutions de toitures claires ou réfléchissantes, « cool roofing », sont mises en œuvre lors de rénovations énergétiques afin d’augmenter l’albédo urbain et de limiter les effets d’îlots de chaleur.
Un rapport estime que pour les blocs d'immeubles, peindre en blanc murs et trottoirs permettrait une économie d'énergie liée à la climatisation de 10 à 30 % voire 40 % si le toit est peint en blanc (peindre une toiture sombre en blanc peut entraîner une réduction de la température de 6 à 7 °C en été sous ce toit). Le PTFE a la meilleure performance avec une réflectivité supérieure à 0,9 sur le spectre des longueurs d'onde reçues du soleil (avec 80 % des UV réfléchis vers le ciel, soit bien plus que pour la plupart des autres matériaux blancs).
Cette modification importante des propriétés radiatives des surfaces construites,, peut « passivement » significativement diminuer les effets des bulles de chaleur urbaines sur le confort intérieur, mais n'est cependant pas dénuée d'inconvénients :
- durant la journée, toutes les fois où l'indice UV est élevé, la peinture blanche réflégissante contribue (par temps ensoleillé ou non) à renvoyer les UV solaires vers l'atmosphère, ce qui exacerbe alors la pollution photochimique et en particulier la production d'ozone troposphérique (des basses couches de l'atmosphère). Or l'ozone est l'un des polluants de l'air problématique, qui est déjà en forte croissance ;
- A un instant T, dans un logement sous une toiture ou terrasse de couleur blanche, la consommation énergétique d'une climatisation est diminuée. Mais en réfléchissant les infrarouges reçus du soleil vers la basse atmosphère, le blanchiment du bâti contribue aussi à réchauffer les basses couches de l'air par temps ensoleillé, en générant peut-être des effets convectifs encore mal compris[26]. Si la masse d'air environnante contient des poussières, de la vapeur d'eau ou des particules (ex. : noir de carbone fréquent dans les villes et contextes industriels), et qu'il y a peu de vent, elle absorbera une partie des infrarouges réverbérés par la peinture, et se réchauffera. Ainsi, en été, à la Rochelle, on a montré que les bâtiments thermiquement isolés participent davantage à l'îlot de chaleur urbain, même si le toit est blanchi[26] (ce qui permet néanmoins au logement de moins surchauffer la journée si ses fenêtres restent fermées).
- dans les pays froids en hiver, ou dans les régions tempérés (pour des toitures peu ou mal isolés thermiquement), la peinture blanche, en hiver, réfléchira aussi les rayons du soleil qui auraient pu réchauffer le bâtiment ce qui peut entraîner une surconsommation d’énergie pour le chauffage, au détriment des effets espérés d'économies d'énergie et de moindre émission de GES. Une étude (2016)[27] néo-zélandaise a comparé la température des toitures, et des pièces sous-jacentes (au plafond isolé) de deux bâtiments voisins et de structure presque identiques à Auckland, l'un avec un toit métallique rouge et l'autre avec un toit métallique blanc. L'étude a conclu qu'en automne et en hiver, sous le climat tempéré d’Auckland, « la couleur du toit d’une structure isolée au plafond a très peu d’impact sur la température de l'espace occupé et isolé thermiquement, mais que pendant les périodes les plus chaudes de la journée, il peut y avoir jusqu'à 10 °C de différence de température dans le toit lui même ».
- les terrasses blanches, et même les toits blancs, surtout s'ils sont peu inclinés, et notamment en ville ou en contexte industriel s'encrassent rapidement, devenant gris ou plus ou moins recouverts de lichens et de biofilms de cyanobactéries, mousses, champignons, etc. faisant que les architectes et urbanistes, pour des raisons esthétiques et de coût et difficultés de rénovation/entretien, se refusent souvent à les utiliser[28]. 
À la différence des peinture à la chaux traditionnelles, les peintures modernes conçues pour l'extérieur des bâtiments contiennent pour cette raison des biocides parfois dits agents antisalissants, toujours toxiques et écotoxiques. Ils sont retrouvés dans les eaux pluviales qui ont ruisselé sur la peinture (une étude sur leur lessivage par les pluies a en outre constaté que l'on trouve dans ces peintures des biocides non déclarés par le fabricant, et que « les concentrations de certains biocides [dans l'eau de ruissellement] peuvent atteindre des niveaux importants, en particulier après des pluies de faible intensité. »[29], ce qui est un problème alors que dans le contexte du dérèglement climatique, la récupération et utilisation des eaux de toiture est l'un des moyens de faire face aux pénurie d’eau dans le monde[30], parfois directement sur des toitures support d'une production maraîchère sur toiture dans le cadre d'une Agriculture urbaine[31].
- le pigment le plus couvrant et le plus réfléchissant, et maintenant largement le plus utilisé dans les peintures industrielles blanches commercialisées pour un usage extérieur est le dioxyde de titane (classé cancérogène possible quand il est inhalé ou ingéré sous forme de particules fines).
- enfin, lors de canicules extrêmes, un matériau réfléchissant (qui renvoie la chaleur reçue du soleil dans l'air) ne suffit pas à protéger les personnes. Ainsi, à la Mecque, le sol qui entoure la Kaaba et la toiture de la galerie périphérique ainsi que les arches qui la supportent sont faits de marbre blanc poli qui réfléchit la lumière vers le ciel. En juin 2024, lors du Hadj, près de 1000 personnes sont mortes de chaud, et certains pèlerins on décrit le sol du déambulatoire qui entoure sur une terrasse la cour centrale comme brûlant[32].

Selon Maxime Doya (2010), « les performances des toitures cool sont exemplaires pour les structures dont l’emprise au sol est supérieure à la surface des façades, mais le piégeage radiatif entre les façades des rues canyons (de son étude) rend le résultat moins évident » ; les gains seront ainsi en France « très faibles en valeur absolue pour de petites toitures sur des bâtiments résidentiels (thermiquement isolés) », mais la pose de revêtements réfléchissants est « économiquement rentable sur des bâtiments de type supermarchés ».
Au Pérou, une ONG aidée par le gouvernement et la Banque mondiale a expérimentalement peint les zones libérées par le recul des glaciers à l'aide de chaux et de blanc d'œuf, avec des résultats positifs sur la température et même avec un retour de la glace, par endroits. Cependant, au coût de 5 000 $ l'hectare, l'expérimentation n'est pas réalisable à plus grande échelle,.
En Italie, Massimo Calovi et al. (2023) ont expérimentalement réussi à utiliser le thermochromisme de certains matériaux (sphérules thermochromiques). Ces matériaux permettent théoriquement de créer des peintures ou matériaux organiques pouvant naturellement s'éclaircir sous l'effet de la chaleur et foncer sous l'effet du froid, sous un vernis transparent les protégeant contre une dégradation trop rapide ; des questions de coût et d'écotoxicité sont encore à étudier.

### Neutronique
En modélisation de réacteurs nucléaires, l'albédo d'un réflecteur de neutrons décrit sa capacité à restituer au réacteur les neutrons qui tentent de s'échapper.

### Astronomie
L'albédo est utilisé en astronomie pour avoir une idée de la composition d'un corps trop froid pour émettre sa propre lumière, en mesurant la réflexion d'une source lumineuse externe, comme le Soleil. On peut différencier ainsi facilement les planètes gazeuses, qui ont un fort albédo, des planètes telluriques qui ont, elles, un albédo faible.
Les astronomes ont affiné cette définition en distinguant d'une part l'albédo de Bond, correspondant à la réflectivité globale d'un objet céleste pour toutes les longueurs d'onde et tous angles de phase confondus, et d'autre part l'albédo géométrique, correspondant au rapport entre l'intensité électromagnétique réfléchie par un astre à angle de phase nul et l'intensité électromagnétique réfléchie à angle de phase nul par une surface équivalente à réflectance idéalement lambertienne (c'est-à-dire isotrope quel que soit l'angle de phase) : conséquences de ces définitions, l'albédo de Bond est toujours compris entre 0 et 1, tandis que l'albédo géométrique peut être supérieur à 1.

### Énergétique
Avant d'installer un équipement utilisant l'énergie solaire, il est important de connaître l'éclairement énergétique au niveau du sol, c'est-à-dire la quantité de lumière solaire reçue au sol. Pour cela, une des techniques les plus efficaces est l'utilisation de satellites d'observation terrestre. Le satellite de Météosat de seconde génération est ainsi capable de fournir des mesures précises toutes les 15 minutes sur l'éclairement énergétique au niveau du sol du continent européen.
Le calcul de la luminance au sol intéresse également de nombreux autres domaines, comme :
- l'agriculture (voir évapotranspiration) ;
- l'architecture ;
- l'industrie du plastique, désireuse d'adapter la garantie de ses produits en fonction de l'endroit où ils seront utilisés ;
- la médecine, pour étudier l'impact de la lumière solaire sur la santé, via notamment la luminothérapie.